# Leo Panitch
Leo Victor Panitch (Winnipeg, 3 de mayo de 1945-Toronto, 19 de diciembre de 2020) fue un politólogo canadiense, profesor de investigación de ciencias políticas y titular de una cátedra de investigación en economía política comparada en la Universidad de York.
Desde 1985 hasta la edición de 2021, se desempeñó como coeditor del Socialist Register, «un repaso anual de movimientos e ideas desde el punto de vista de la nueva izquierda independiente». El propio Panitch consideró que el Register desempeñaba un papel importante en el desarrollo del marco conceptual del marxismo para promover una alternativa socialista democrática, cooperativa e igualitaria a la competencia, la explotación y la inseguridad capitalistas.
Asimismo, fue uno de los principales contribuyentes de la revista socialista estadounidense Jacobin.
Desde su nombramiento como titular de la Cátedra de Investigación de Canadá en 2002, Panitch centró su investigación académica y sus escritos en la expansión del capitalismo global. Sostuvo que este proceso de globalización está dirigido por el gobierno de Estados Unidos a través de organismos como el Departamento del Tesoro y la Reserva Federal. Panitch consideraba la globalización como una forma de imperialismo, pero argumentaba que el imperio estadounidense es un imperio "informal" en el que Estados Unidos establece las reglas del comercio y la inversión en colaboración con otros Estados capitalistas soberanos, pero menos poderosos. Su libro The Making of Global Capitalism: The Political Economy of American Empire (2012), escrito con su amigo y colega universitario Sam Gindin, traza el desarrollo de la globalización liderada por Estados Unidos a lo largo de más de un siglo. En 2013, el libro fue galardonado con el Deutscher Memorial Prize del Reino Unido a la mejor y más creativa obra en o sobre la tradición marxista y, en 2014, ganó el Rik Davidson/SPE Book Prize al mejor libro de economía política de un canadiense.
Panitch fue autor de más de 100 artículos académicos y nueve libros, entre ellos Working-Class Politics in Crisis: Essays on Labour and the State (1986), The End of Parliamentary Socialism: From New Left to New Labour (2001) y Renewing Socialism: Transforming Democracy, Strategy and Imagination (2008), en el que sostiene que el capitalismo es intrínsecamente injusto y antidemocrático.

## Primeros años y educación
Panitch nació el 3 de mayo de 1945 en Winnipeg, Manitoba, Canadá. Creció en el North End de Winnipeg, un barrio de clase trabajadora que, como observó décadas más tarde, produjo "muchas personas de disposición política de izquierda radical". Sus padres eran inmigrantes judíos ucranianos. Su padre, Max Panitch, nació en la ciudad de Uscihtsa, en el sur de Ucrania, pero se quedó en Bucarest, Rumania, con un tío fervientemente religioso cuando su familia emigró a Winnipeg en 1912. Se reunió con ellos en 1922 y en ese momento ya estaba en camino de convertirse en socialista y partidario del sionismo laborista. Como alcantarillado y cortador de abrigos de piel (un 'aristócrata del comercio de agujas'), participó activamente en el movimiento obrero de Winnipeg y en el CCF de Manitoba y su sucesor, el Nuevo Partido Democrático de Manitoba (NDP).
La madre de Panitch, Sarah, era una huérfana de Rivne, en el centro de Ucrania, que había llegado a Winnipeg en 1921 a la edad de 13 años acompañada únicamente por su hermana mayor, Rose. Max y Sarah se casaron en 1930. El hermano mayor de Panitch, Hersh, nació en 1934. Panitch asistió a una escuela judía secular que lleva el nombre del escritor radical polaco-yiddish I. L. Peretz.. Durante una conferencia sobre el radicalismo judío celebrada en Winnipeg en 2001, Panitch dijo que la escuela surgió de las sociedades socialistas fraternales de ayuda mutua que los inmigrantes judíos habían establecido. Estos incluían el Anillo Arbeiter, también conocido como el Círculo de los Trabajadores. Panitch dijo a la conferencia que su primera declaración de principios, adoptada en 1901, comenzaba con las palabras: "El espíritu del Círculo de Trabajadores es la libertad de pensamiento y el esfuerzo por la solidaridad de los trabajadores, la fidelidad a los intereses de su clase en la lucha contra opresión y explotación ". Añadió: "A medida que tales instituciones se multiplicaron y se extendieron a través de la comunidad judía, para un gran número de personas y durante un número considerable de décadas por venir, ser judío, especialmente en una ciudad como Winnipeg, llegó a significar ser radical".
Panitch recibió una licenciatura en economía y ciencias políticas en 1967 de la Universidad de Manitoba. Durante sus años de licenciatura, se dio cuenta de cuánto lo ayudaron los escritos de Karl Marx y la evolución del materialismo histórico a comprender el capitalismo y su relación con el estado. Uno de sus maestros, Cy Gonick, le presentó las ideas. sobre la democracia industrial en la que los trabajadores controlarían y gestionarían sus propios lugares de trabajo. La generación de la Nueva Izquierda de los sesenta, escribe Panitch, fue impulsada hacia el socialismo por "nuestra experiencia y observación de las desigualdades, irracionalidades e intolerancias y jerarquías de nuestras propias sociedades capitalistas ". A los 22 años, Panitch dejó Winnipeg y se mudó a Londres, Inglaterra, donde obtuvo su maestría en ciencias en 1968 en la London School of Economics (LSE) y su doctorado en filosofía de la LSE en 1974. Su tesis doctoral se tituló The Partido Laborista y Sindicatos.

## Trabajo académico, redacción y activismo
Panitch enseñó en la Universidad de Carleton entre 1972 y 1984, fue profesor de Ciencias Políticas en la Universidad de York desde 1984 y ocupó el cargo de Cátedra Carleton del Departamento de Ciencias Políticas de 1988 a 1994. En 2002, fue nombrado Catedrático de Investigación de Canadá en Economía Política Comparada en York. El nombramiento fue renovado en 2009. Su investigación involucró examinar el papel del estado estadounidense y las corporaciones multinacionales en la evolución del capitalismo global. Después de que su texto The Canadian State: Political Economy and Political Power fuera publicado en 1977 por la University of Toronto Press, Panitch se convirtió en el coeditor general de su serie de libros State and Economic Life en 1979, desempeñando ese cargo hasta 1995. también cofundó la revista académica canadiense Studies in Political Economy en 1979 y desempeñó un papel en el establecimiento del Instituto de Economía Política de Carleton en la década de 1980.
Participó políticamente en el Movimiento por un Canadá Socialista Independiente y en el Comité de Acción Laboral de Ottawa, los dos principales sucesores organizativos de The Waffle después de que fuera expulsado del NDP a principios de la década de 1970. En la década de 1980, fue columnista habitual ("Panitch on Politics") de la revista socialista independiente Canadian Dimension, y permaneció activo en los círculos políticos socialistas, en particular el Socialist Project en Toronto. Fue admitido como miembro académico de la Royal Society of Canada en 1995, y también fue miembro del Instituto Marxista y del Comité de Estudios Socialistas, así como de la Asociación Canadiense de Ciencias Políticas. Además de los 33 volúmenes anuales del Socialist Register que editó desde 1985, fue autor de más de 100 artículos académicos y nueve libros, entre ellos From Consent to Coercion: The Assault on Trade Union Freedoms; Un Estado diferente: Poder Popular y Administración Democrática; El fin del socialismo parlamentario: de la nueva izquierda al nuevo laborismo; El Imperio Americano y Panitch vio al Register como un vínculo crucial entre la política de la Nueva Izquierda y la de Raplph Miliband, su mentor y fundador de la revista en 1946. Como editor, Panitch se esforzó por producir obras que fueran a la vez fáciles de leer en prosa y difíciles de digerir en contenido.

## Vida personal
Panitch se casó con Melanie Pollock de Winnipeg en 1967. Es una activista y defensora de los derechos humanos desde hace mucho tiempo que enseña en la Escuela de Estudios sobre Discapacidad de la Universidad Ryerson en Toronto. En 2006, Melanie Panitch obtuvo un doctorado en bienestar social de la City University of New York. Su tesis, sobre la historia de la Asociación Canadiense para la Vida Comunitaria, se centró en las campañas de las madres para cerrar instituciones y obtener los derechos humanos de los canadienses discapacitados. En 2007, se publicó como Discapacidad, madres y organización: activistas accidentales.
Los Panitch tuvieron dos hijos. Maxim es fotógrafo, escritor y campeón de Scrabble, mientras que Vida es profesor de filosofía en la Universidad de Carleton en Ottawa, Ontario. Panitch hablaba tres idiomas: inglés, francés e idish. Él y su esposa vivían en Toronto, Ontario. Leo Panitch murió el 19 de diciembre de 2020 de neumonía viral asociada con COVID-19 durante la pandemia de COVID-19 en Ontario, que contrajo en el hospital mientras recibía tratamiento por mieloma múltiple.

## Obra
- The Socialist Challenge Today (junto a Sam Gindin), Merlin Press: 2018[19]
- The Making of Global Capitalism: The Political Economy of American Empire (junto a Sam Gindin), Verso: 2012[19]
- In and Out of Crisis: The Global Financial Meltdown and Left Alternatives (junto a Greg Albo y Sam Gindin), PM Press: 2010[20]
- Renewing Socialism: Transforming Democracy, Strategy and Imagination, Merlin Press: 2008[19]
- From Consent to Coercion: The Assault on Trade Union Freedoms (junto a Donald Swartz), University of Toronto Press: 2003[21]
- The End of Parliamentary Socialism: From New Left to New Labour (2ª edición) (junto a Colin Leys), Verso: 2001[19]
- Working Class Politics in Crisis: Essays on Labour and the State, Verso: 1986[22]
- The Canadian State: Political Economy and Political Power, University of Toronto Press: 1977[19]